# Securvita BKK

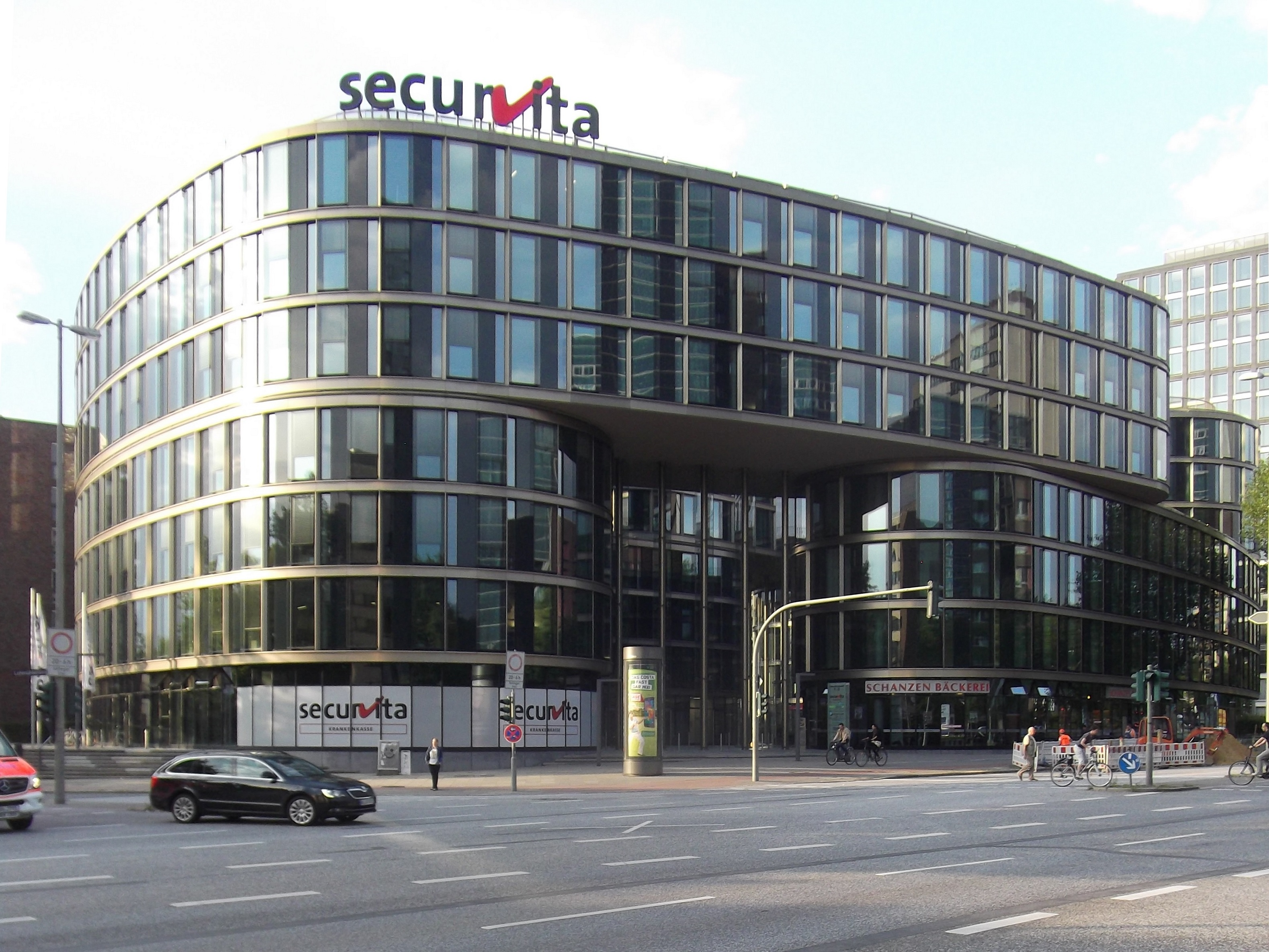
Hauptverwaltung der Securvita in Hamburg

Die Securvita BKK (auch Securvita Krankenkasse; Eigenschreibweise: SECURVITA) mit Sitz in Würzburg ist eine deutsche Betriebskrankenkasse in der gesetzlichen Krankenversicherung. Sie wurde 1996 als Körperschaft des öffentlichen Rechts von der Securvita Holding AG, einer Vertriebsgesellschaft für Krankenversicherungen und Finanzdienstleistungen, in Hamburg gegründet. Zwischen 1997 und 2018 war die Krankenkasse bundesweit geöffnet. Seit Februar 2018 sind durch Satzungsänderung seitens des Bundesversicherungsamts keine Neuaufnahmen von Versicherten mehr für die Länder Brandenburg, Bremen und Saarland möglich.

## Versichertenentwicklung
| Jahr              | Versichertenzahl |
| ----------------- | ---------------- |
| 2000              | ca. 38.000       |
| 2001              | ca. 65.000       |
| 2002              | ca. 105.000      |
| 2003              | ca. 120.000      |
| 31. Dez. 2008     | ca. 137.100      |
| 31. Dez. 2009     | ca. 142.600      |
| 31. Dez. 2010     | ca. 165.700      |
| 31. Dez. 2011     | über 192.600     |
| 1. Jan. 2013      | 209.775          |
| 1. Jan. 2014      | 217.298          |
| 1. Jan. 2015      | 221.907          |
| 1. Juli 2015      | 226.654          |
| 1. Januar 2017    | 263.317          |
| 31. Dezember 2018 | 223.873          |
| 31. Dezember 2019 | 221.123          |
| 31. Dezember 2020 | 220.926          |
| 01. Januar 2025   | 208.011          |

## Zusatzbeitrag
Von Januar bis Ende Juni 2025 betrug der kassenindividuelle Zusatzbeitrag 3,20 Prozent. Ab dem 1. Juli 2025 beträgt dieser 3,9 % des beitragspflichtigen Einkommens.

## Auseinandersetzungen mit der Aufsichtsbehörde

### Therapiemethoden
In Musterprozessen gegen das Bundesversicherungsamt hat sich die Securvita für die Möglichkeit der Finanzierung von nicht durch die Medizin anerkannten Therapien durch Krankenkassen eingesetzt. Das Bundessozialgericht hat der Securvita 2005 die Finanzierung einer Reihe von umstrittenen Therapien gestattet und ihr Freiräume in der Erstattung für die besonderen Therapierichtungen (u. a. Anthroposophische Medizin und Homöopathie) eröffnet. Seitdem gibt es Zusatzangebote und Sonderleistungen wie Naturheilverfahren, Alternativmedizin und Akupunktur.

### Beteiligungen
In weiteren Auseinandersetzungen mit dem Bundesversicherungsamt ging es um die Frage, inwieweit Krankenkassen sich an Gesundheitszentren beteiligen dürfen. 2012 entschied das Landessozialgericht Hamburg, dass ein Gesundheitszentrum nicht wie geplant betrieben werden dürfe. Im Januar 2013 entschied dasselbe Gericht in weiteren sieben Klageverfahren, die die Securvita BKK gegen die Aufsichtsbehörde angestrengt hatte, zugunsten der Securvita BKK. Die Aufsichtsbehörde habe unberechtigte Anordnungen gegen die Securvita BKK erlassen.
Anfang 2011 ermittelte die Hamburger Staatsanwaltschaft wegen Untreuevorwürfen gegen sechs Beschuldigte. Das Bundesversicherungsamt als Aufsichtsbehörde der Securvita hatte Strafanzeige wegen des Verdachts der Untreue erstattet. Im September 2011 wurden die Geschäftsräume der Securvita vom Landeskriminalamt Hamburg und der Staatsanwaltschaft durchsucht. Im Januar 2017 wurde das Verfahren wegen fehlendem Tatverdacht eingestellt.